# A68高速公路
A68高速公路是法国的一条高速公路，全长62千米，于1992年建成通车。A68始于图卢兹，终于Marssac-sur-Tarn，与A61、A62、A680高速相连。A68经过Gaillac等主要城市。